# Cyllodania
Cyllodania is een geslacht van spinnen uit de familie springspinnen (Salticidae).

## Soorten
De volgende soorten zijn bij het geslacht ingedeeld:
- Cyllodania bicruciata Simon, 1902
- Cyllodania minuta Galiano, 1977